# Notholaena
Notholaena, rod papratnjača iz porodice bujadovki, dio je potporodice Cheilanthoideae.  
Na popisu je 45 vrsta iz Novog svijeta.

## Vrste
1. Notholaena affinis (Mett.) T. Moore
2. Notholaena aliena Maxon
3. Notholaena aschenborniana Klotzsch
4. Notholaena aurantiaca D. C. Eaton
5. Notholaena aureolina Yatsk. & Arbeláez
6. Notholaena brachycaulis Mickel
7. Notholaena brachypus (Kunze) J. Sm.
8. Notholaena brevistipes Mickel
9. Notholaena bryopoda Maxon
10. Notholaena californica D. C. Eaton
11. Notholaena candida (M. Martens & Galeotti) Hook.
12. Notholaena cantangensis R. M. Tryon
13. Notholaena cubensis Weath. ex R. M. Tryon
14. Notholaena ekmanii Maxon
15. Notholaena eriophora Fée
16. Notholaena fraseri (Mett.) Baker
17. Notholaena galapagensis Weath. & Svenson ex Svenson
18. Notholaena galeottii Fée
19. Notholaena geraniifolia St.-Hil. ex Weath.
20. Notholaena goyazensis Taub.
21. Notholaena grayi Davenp.
22. Notholaena greggii (Mett. ex Kuhn) Maxon
23. Notholaena hassleri Weath.
24. Notholaena hypoleuca Kunze
25. Notholaena jacalensis Pray
26. Notholaena jaliscana Yatsk. & Arbeláez
27. Notholaena lemmonii D. C. Eaton
28. Notholaena leonina Maxon
29. Notholaena meridionalis Mickel
30. Notholaena mollis Kunze
31. Notholaena montieliae Yatsk. & Arbeláez
32. Notholaena neglecta Maxon
33. Notholaena nigricans (Willd.) Desv.
34. Notholaena ochracea (Hook.) Yatsk. & Arbeláez
35. Notholaena pohliana Kunze
36. Notholaena revoluta A. Rojas
37. Notholaena rigida Davenp.
38. Notholaena rosei Maxon
39. Notholaena schaffneri (E. Fourn.) Underw.
40. Notholaena solitaria R. M. Tryon
41. Notholaena standleyi (Kümmerle) Maxon
42. Notholaena sulphurea (Cav.) J. Sm.
43. Notholaena trichomanoides (L.) R. Br.
44. Notholaena venusta Brade
45. Notholaena weatherbiana R. M. Tryon

## Sinonimi
- Cheilanthes sect.Notholaena (R.Br.) W.C.Shieh
- Chrysochosma J.Sm.